# タウソン (メリーランド州)
タウソン（英: Towson、[ˈtaʊsən]）は、アメリカ合衆国メリーランド州の国勢調査指定地域（CDP）。ボルチモア郡の郡庁所在地である。人口は5万9553人（2020年）。ボルチモアの郊外に位置している。

## 歴史

### 1600年代
後にタウソン、すなわちボルチモア郡の中心となる地域の最初の住人はサスケハノック族インディアンであり、ここで狩猟を行っていた。その範囲にはボルチモア郡全域が含まれたが、主要な集落はサスケハナ川沿いのさらに北東にあった。

### 1700年代
1752年、ペンシルベニア出身の2人、ウィリアムとトマスのタウソン兄弟が現在のヨーク道路とジョッパ道路の北東、セイターの丘で農業を始めたのがタウソンへの入植の始まりだった。ウィリアムの息子、エゼキエルがタウソン・ホテルを開業し、生産した作物や家畜をボルチモアの港に運ぶ農夫の往来が増えたことに対応した。現在のシーリー・アベニューとヨーク道路、地域の主たる交差点の近くにホテルがあった。この村は「タウソンタウン」と呼ばれるようになった。
1790年、実業家のチャールズ・リッジリー大尉がタウソンタウンの北に豪勢なハンプトン邸宅を完成させた。この建物は当時のアメリカでは最大の私宅だった。リッジリー家は1948年まで6代にわたってこの家に住んだ。現在はハンプトン国立史跡として保存され、一般に公開されている。

### 1800年代
1851年第2メリーランド州憲法が批准された後、1729年に設立され、1767年から郡庁所在地だった元のボルチモア町の司法権分離を規定していた。ボルチモア市はメリーランド州議会によって1796年から1797年に法人化されていた。1805年建設の郡庁舎、ジョーンズ滝に沿った1801年建設の市/郡監獄（イーストマディソン通り）、市と郡が合同で所有していたアルムズハウスなど市と郡の様々な資産を分離するために、厳しい交渉が幾つか起こった。一連の選挙や住民投票が行われた後の1854年2月13日、ボルチモア郡として残された大半が田園の東部、北部、西部の新しい郡庁所在地としてタウソンが住民投票によって選ばれた。郡庁舎は2015年時点でも使われており、その様々な分館（および別の庁舎と管理ビル）を合わせて、当初地元の建築会社バルバーニー・アンド・ディクソンによって設計されていた。一年以内に完成した建物は、ハンプトン邸宅に住んでいたリッジリー家が寄付した石灰石と大理石で造られ、タウソンの商人グラフトン・ボスリーが寄付した土地に建設された。この郡庁舎は1910年に拡張された。北ウィングと南ウィングは土地で知られ尊敬されていた建築会社、ボールドウィン & ペニントンが設計した。1926年と1958年にも拡張が行われ、平面図で見ると"H"の字の形になった。増築された近代的ボルチモア郡庁舎ビルは、1956年から新しい憲章政府を容れる部屋があり、郡行政官と郡政委員会の管理と管理部、執行部の建物が1970年から1971年に古い歴史ある郡庁舎と一連の増築部の西のプラザの向かいに建てられた。古いボルチモア郡監獄は1855年に建てられたものであり、1980年代に町の北、ケニルワース・アベニューに建てられた近代的ボルチモア郡拘束センターで置き換えられ、さらに2010年代に増築が行われた。
1850年から1874年、もう一人の著名な土地所有者エイモス・マシューズが150エーカー (0.61 km2) の農園を所有していた。その全体が1920年代半ばから、ウェストタウソン、サウスランドヒルズなどの地区に開発された。ただし17エーカー (69,000 m2) の未開地のみはケルソー・ホーム・フォー・ガールズ（現在のタウソンYMCA)が後に建設されるために残された。

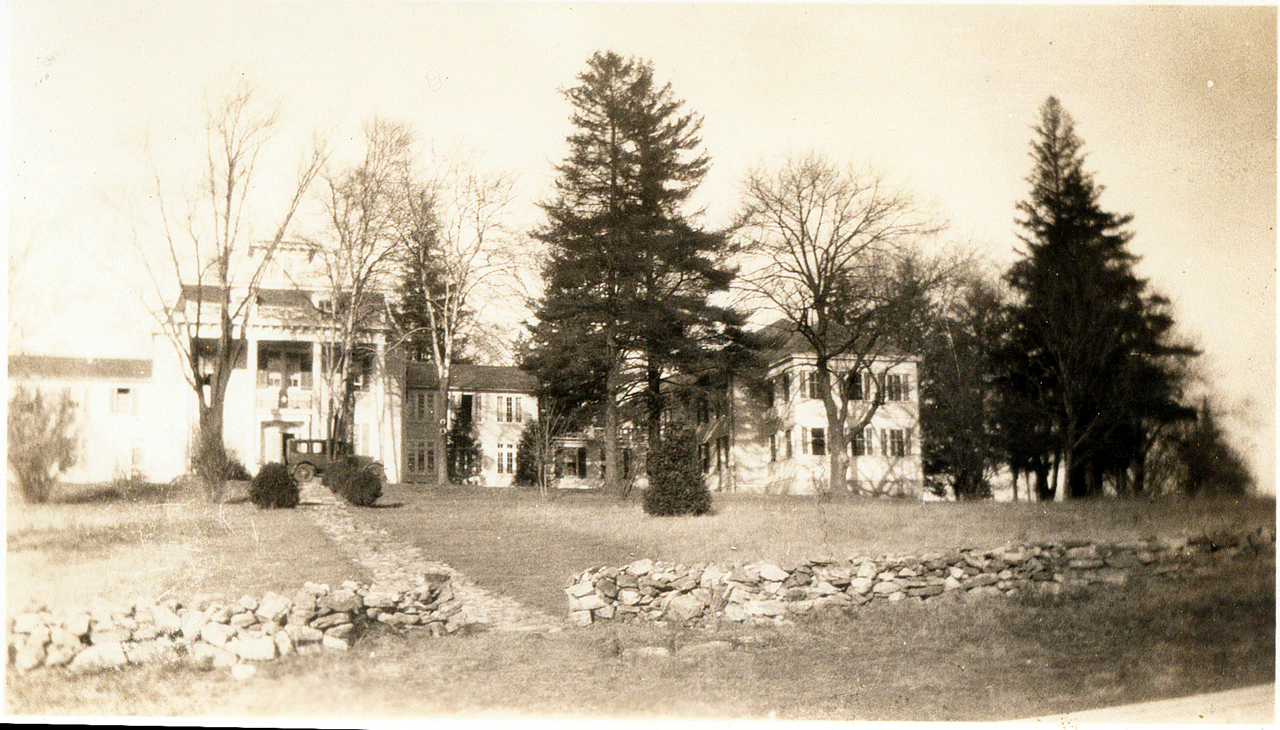
「アップランド」元はグラフトン・ボスリーの邸地、後に長老派教会のホーム・オブ・メリーランドになった。写真は1930年撮影

南北戦争のとき、タウソンでは2回の小さな戦闘が起きた。タウソン住民の多くが南部の同調者であり、アディのホテル（後のタウソン・ホテル）、1920年代のタウソン劇場の場所、レチャー・ホテルは南部の旗を掲げた。北軍は1861年6月2日に、町を占領する必要があると判断した。その襲撃の間に、北軍はアディのホテルで住民から武器を押収した。地元の新聞はふざけて、タウソンのことを「強固に要塞化されほとんど難攻不落なタウソンタウン市」と呼び、攻撃の必要性を軽視し、「傑出した藁、僅か250人で全市を占領しそのウィットから2人の老婦人を驚かせるところだった」と記した。
第2の戦いは1864年7月12日頃に、北軍と南軍の間に起きた。7月10日、135名の南軍騎兵分遣隊が、フレデリック生まれのブラッドリー・T・ジョンソン将軍の命令で、近くのクッキーズビルで北のノーザン・セントラル鉄道を攻撃した。ボルチモア郡生まれで戦前はタウソン近衛騎兵連隊のメンバーだった「グレン・エレン」のハリー・W・ギルモア少佐が率いたメリーランド第1騎兵隊と第2騎兵隊がボルチモア郡とハーフォード郡を通じて戦略的な目標を攻撃した。その中にはハーフォード道路沿いの電信線を切断すること、列車2両と北軍の将軍を捕獲すること、ジョッパで鉄道橋を破壊することが含まれていた。ギルモアの襲撃と呼ばれることになるものの後、騎兵がアディのホテルで宿営し、兵士が休んでいる間にギルモアは友人と会った。翌日、北軍騎兵の大部隊がボルチモアから派遣され、ギルモア隊襲撃に向かった。南軍の騎兵隊は勢力こそ2対1以上と負けていたが、北軍の部隊を攻撃してこれを破り、ヨーク道路を追跡して現在ボルチモア市内に入るウッドボーン・アベニュー近くまで進んだ。ギルモア隊はヨーク道路を南に進んでゴバンズまで行き、その後西に進んでジョンソン将軍の本体に合流した。戦後、ギルモアは1870年代にボルチモア市警察コミッショナーを務めた。
1878年のタウソン大火でヨーク・ターンパイク沿い500ブロックの大半を破壊し、推計38,000ドルの損傷を与えた。
1894年夏、タウソン水会社がエイグバース・ベイル近くのアルトワ式井戸に繋がれた消火栓に木製の管を接続した。1894年11月2日、マウント・ワシントン電気照明電力会社と接続することで電力を受けた。

### 1900年代
20世紀の始め、タウソンはほとんど田園部の町のままだった。土地は住宅用の区画ではなく、エーカー単位で売却され続けた。住宅の大半はタウソンの町の初めからある範囲にあり、セントラル・アベニューの西、アレゲイニー・アベニューやペンシルベニア・アベニュー沿いに住宅は無く、ウェストチェサピーク・アベニュー回廊には家が3軒あるだけだった。
1910年代、メリーランド州立師範学校（現在のタウソン大学）がタウソンに移された。メリーランド州議会が1865年に最初の教師を育てる学校として師範学校を設立した。この学校の公式の開校は1865年1月15日だったが、時間の経過とともに入学者が爆発的に増加し、施設が足りなくなった。1910年、州議会は新しいキャンパスの場所選定、予算、設計計画を監督する委員会を結成し、それがタウソンに80エーカー (320,000 m2) の土地を選定し、議会が1912年に60万ドルを手当てした。建設は1913年に管理棟から始まり、それが現在スティーブンス・ホールと呼ばれている。1915年9月、スティーブンス・ホール、ニューウェル・ホール、発電設備で構成される新キャンパスで授業が始まった。この大学は何度も名称が変わり、最後は1997年にタウソン大学となった。
ボルチモア市の郊外部の成長が第二次世界大戦後により顕著になるに連れて、タウソンの中心部でかなりのオフィス開発が行われた。1980年代と1990年代、郡庁舎近くのヴィクトリア調やコロニアル調の住宅の多くが解体され、オフィスや駐車場に変わった。

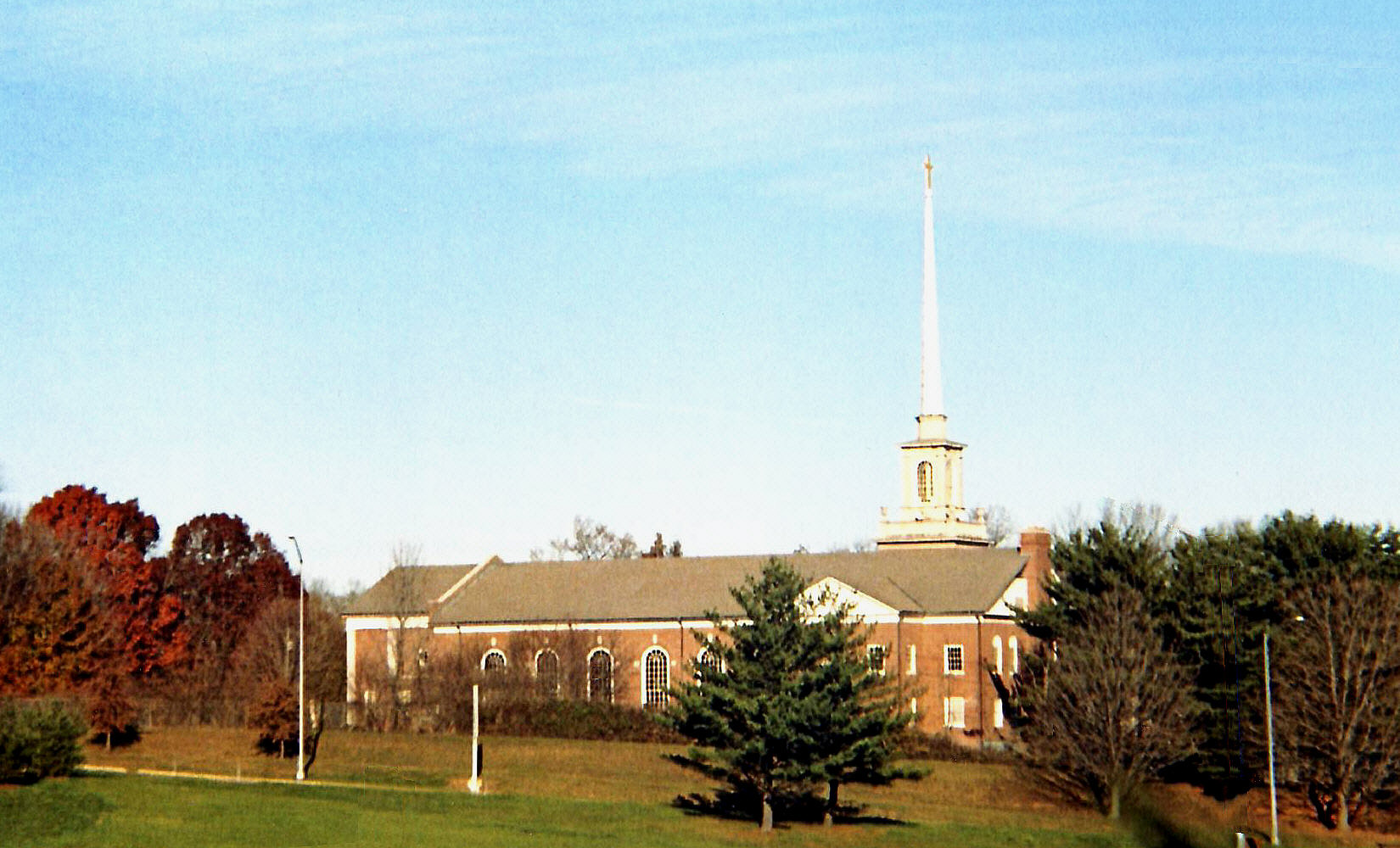
タウソン・ユナイテッド・メソジスト教会

1839年、エプソム礼拝堂がタウソンで初のキリスト教系礼拝所となり、その語多くの宗派が利用した.。19世紀後半から20世紀初めに人口が増えると、幾つかの教会が建設された。カルバリー・バプテスト教会、イマキュレイト・コンセプション・カトリック教会、トリニティ・エピスコパル教会、第一メソジスト教会、タウソン長老派教会だった。1950年、ガウチャー大学がタウソン・プラザ・ショッピングセンター開発のためにその敷地の一部を売却したときに、エプソム礼拝堂が解体された。1958年、第一メソジスト教会はガウチャー大学から取得した土地に移転し、現在はタウソン・ユナイテッド・メソジスト教会となっている。
著作家のロバート・コストンは、タウソンの現在「歴史的イーストタウソン」と呼ばれる地域で育ち、20世紀半ばにこの地域で特異なアフリカ系アメリカ人の歴史をインタビューしたことを思い出している。
私が親しむタウソン地域がメリーランド州の他の地域とは違うと考える。なぜなら国内で最大級の奴隷プランテーションに近かったからだった。ボルチモア郡からボルチモア市やその他周辺地域まで全ての資産を所有していたリッジリー・プランテーション。..ここは、私がこれまでそれに相当するものを聞いたことが無いほど大変特異な場所である。ボルチモア郡の就学年齢にあるアフリカ系アメリカ人の子供が全て、イーストタウソンのカーバーにある学校に入学しなければならなかった。..私は今、年取ったアフリカ系アメリカ人が奴隷制度、あるいは近くにあったリッジリー・プランテーションについて話すのを避けているのは、彼等自身が奴隷制度そのものからまだそれほど遠くに来ていないからだと理解した。

## 地理
タウソンは 北緯39度23分35秒 西経76度36分34秒 / 北緯39.39306度 西経76.60944度 (39.392980, −76.609562)に位置している。
アメリカ合衆国国勢調査局に拠れば、領域全面積は14.2平方マイル (37 km2)であり、このうち陸地14.0平方マイル (36 km2)、水域は0.2平方マイル (0.52 km2)で水域率は1.06%である。
タウソンはボルチモア市のすぐ北にあり、ベルトウェイ（州間高速道路695号線）の内側、同83号線の東、ヨーク道路沿いにある。国勢調査の領域に接するのは西のパイクスビル、北のルーサービルとハンプトン、東のパークビル、南のボルチモア市である。
タウソンの中の主要な地区としては、アンスリー、アイドルワイルド、グリーブライア、サウスランドヒルズ、ロジャーズフォージ、ストーンリー、ウィルトンデール、タウソンマナービレッジ、ハントクレストエステイツ、ノルウッド・ドニーブルック、イーストタウソン、ウェストタウソンである。西にあるラクストンはタウソンの一部と考えられることがある。ユードウッドは、ジョン・T・スタンスベリー博士の妻、ユードシアにちなんで名付けられた地区である。ここにはスタンスベリーの土地があった。

### 気候
タウソン地域の気候は暑く湿気た夏と温暖または冷涼な冬が特徴である。ケッペンの気候区分では温暖湿潤気候であり、略号は Cfa である。

## 政府機関
メリーランド州公衆安全矯正サービス省は、タウソンのイーストジョッパ道路300のスイート1000に本部を置いている。

## 人口動態
| 国勢調査年                              | 人口（人） |
| --------------------------------------- | ---------- |
| 1960                                    | 19,090     |
| 1970                                    | 77,768*    |
| 1980                                    | 51,083     |
| 1990                                    | 49,445     |
| 2000                                    | 51,793     |
| 2010                                    | 55,197     |
| 2020                                    | 59,553     |
| *1970年の国勢調査では現領域より拡大した |            |

以下は2000年国勢調査による人口統計データである。
| 基礎データ - 人口: 51,793 人 - 世帯数: 21,063 世帯 - 家族数: 11,331 家族 - 人口密度: 1,424.3人/km2（3,688.7 人/mi2） - 住居数: 21,997 軒 - 住居密度: 604.9軒/km2（1,566.6 軒/mi2） 人種別人口構成 - 白人: 86.9% - アフリカン・アメリカン: 7.53% - ネイティブ・アメリカン: 0.10% - アジア人: 3.7% - ヒスパニック・ラテン系: 1.9% 年齢別人口構成 - 18歳未満: 17.4% - 18-24歳: 17.5% - 25-44歳: 24.9% - 45-64歳: 20.1% - 65歳以上: 20.1% - 年齢の中央値: 38歳 - 性比（女性100人あたり男性の人口） - 総人口: 82.8 - 18歳以上: 78.8 | 世帯と家族（対世帯数） - 18歳未満の子供がいる: 23.1% - 結婚・同居している夫婦: 43.6% - 未婚・離婚・死別女性が世帯主: 7.8% - 非家族世帯: 46.2% - 単身世帯: 36.4% - 65歳以上の老人1人暮らし: 17.3% - 平均構成人数 - 世帯: 2.16人 - 家族: 2.87人 収入と家計 - 収入の中央値 - 世帯: 53,775米ドル（2007年推計では64,313ドル） - 家族: 75,832米ドル（2007年推計では98,744ドル） - 性別 - 男性: 49,554米ドル - 女性: 38,172米ドル - 人口1人あたり収入: 32,502米ドル - 貧困線以下 - 対人口: 7.7% - 対家族数: 2.5% - 18歳未満: 3.8% - 65歳以上: 4.7% |

## 交通

### 道路
タウソンの主要道路は以下の通りである。
| - アレゲイニー・アベニュー - オーバーン・ドライブ - ベローナ・アベニュー - ボスリー・アベニュー - バーク・アベニュー - チャールズ通り（メリーランド州道139号線） - チェサピーク・アベニュー - クロムウェル橋道路 - デュラニーバレー道路（メリーランド州道146号線） - フェアモント・アベニュー - ガウチャー大通り | - ヒレン道路 - ジョッパ道路 - ロックレイブン大通り（メリーランド州道542号線） - オスラー・ドライブ - ペンシルベニア・アベニュー - プロビデンス道路 - パティヒル・アベニュー - スティーブンソン・レーン - タウソンタウン大通り - ワシントン・アベニュー - ヨーク道路（メリーランド州道45号線） |

### 公共交通機関
タウソン地域ではメリーランド州交通管理局が運行する下記のバス路線が走っている。
- 3番系統、ロックレイブン大通りを通り、ジョッパ道路には選択的に移動する
- 8番系統、ヨーク道路をルーサービルに行き、ボルチモア中心街に向かう（元は電車の8番系統）
- 11番系統、タウソンタウン大通りを通り、チャールズ通り回廊、大ボルチモア医療センター病院に向かう
- 12番系統、ヨーク道路とデュラニーバレー道路をステラ・マリス・ホスピスに向かう、ホスピスのシフト交代に時間に対応
- 48番系統クィックバス、タウソン・タウンセンターとボルチモア中心街の間を、8番系統と同じコースで走るが、停車駅が少ない急行便である
- 55番系統、郡境を越えてパークビル、オーバリー、ローズデール、エセックスに向かう

タウソンからはボルチモア中心街とボルチモア・ワシントン国際空港までボルチモア・ライトレールが運行されている。ルーサービルとフォールズ道路に停車駅があり、タウソンの中には事実上停車駅が無い。
タウソン大学とガウチャー大学も学生向けにバス便を運行しており、カレッジタウン・シャトルは地域に幾つかの停留所がある。

### 歩道と自転車
タウソン・バイク・ベルトウェイは2014年6月に開通した。中心街を囲む幾つかの主要道路に自転車レーンを追加した。主要環状路は、ボスリー・アベニュー（メリーランド州道45号線バイパスの一部）、フェアマウント・アベニュー、ガウチャー大通りが含まれている。これら3本の道路は完全に自転車レーンが備えられた。ヒレン道路とタウソンタウン大通りを使う環状路の残りは、自転車の通行が増えることを自動車運転者に知らせる標識が備えられた。この最初の建設の後、主環状路から幾つかの支線を出す計画であり、その幾つかは南のボルチモア市の境まで伸ばすことになる。

### 「マ と パ」鉄道
タウソンでの鉄道は、1882年4月17日にボルチモア・アンド・デルタ鉄道会社、後のボルチモア・アンド・リーハイ鉄道とメリーランド・アンド・ペンシルベニア鉄道として再編された会社の建設で始まった。地元で愛着を持って「マ と パ」鉄道と呼ばれた鉄道は、ボルチモアとペンシルベニア州ヨークとの間を運行され、途中にタウソンを通った。現在の駅はヨーク道路の西、サスケハナ・アベニュー沿いにある。旅客列車は1954年8月31日に廃止され、タウソンを通る鉄道自体も1958年6月11日に廃止され、線路がヨーク道路を越える所にあった鋼製ガーダー橋の石造橋台のみが残った。最後の旅客列車にのった乗客の1人は、多くの乗客が遠くボストンやワシントンD.C.から訪れ、全米鉄道歴史協会の会員と共にこの歴史的な行事に参加したと語っていた。地元の歴史マニアの集団であるヒストリック・タウソンが1999年に西の橋台に青銅製銘板を取り付け、タウソンの歴史で鉄道が消えた場所を記念した。

## ショッピング、その他の見どころ

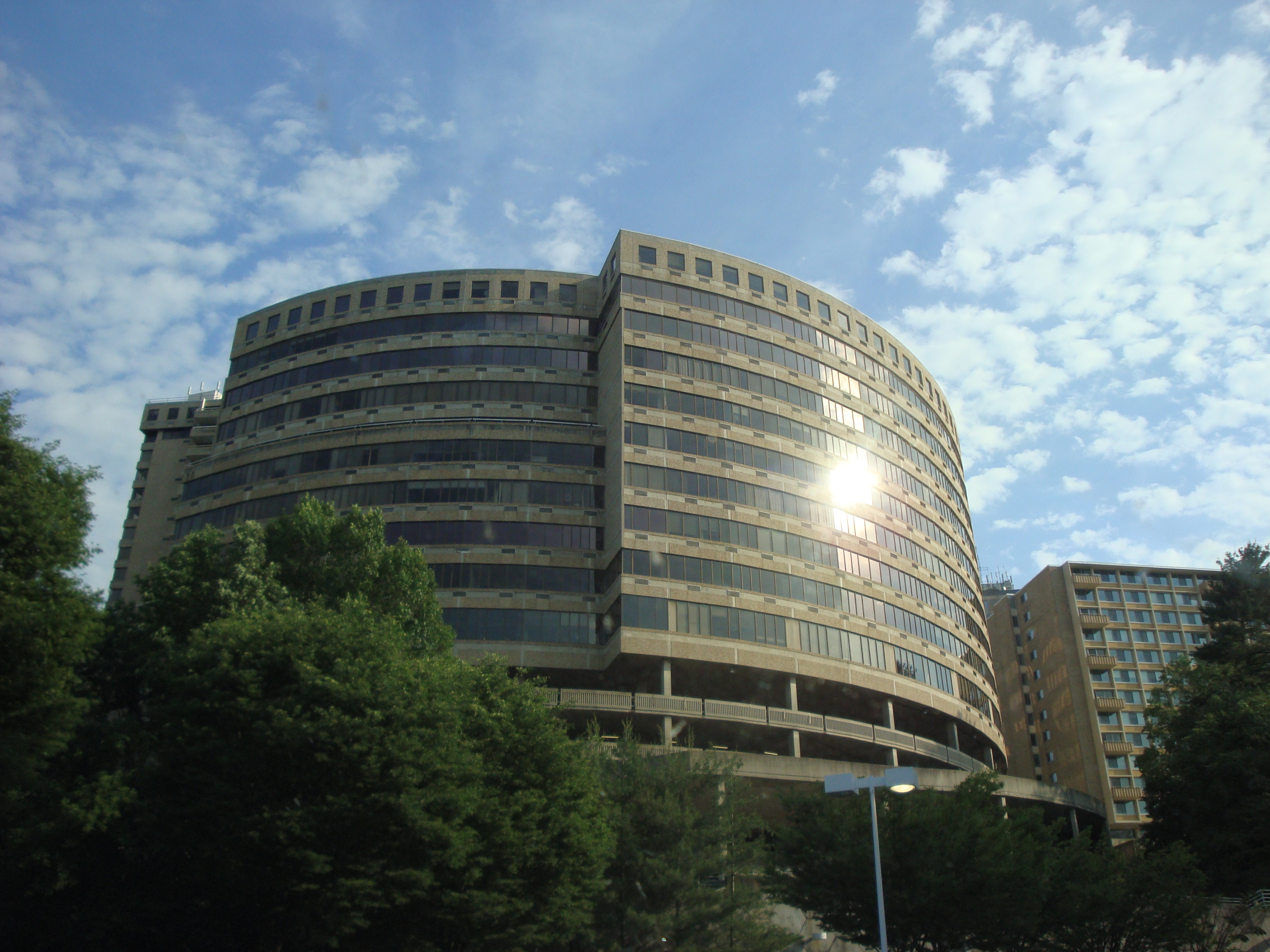
ハンプトン・プラザ

タウソンにはボルチモア郡最大のショッピングセンターがあり、他にも人気のある場所が幾つかある。

### ハンプトン邸宅
ハンプトン国定史跡はアメリカ合衆国国立公園局が運営している。この家と敷地は広大なリッジリー家の敷地の中核だった。ここにはリッジリー家に18世紀ジョージア調邸宅、庭園、グラウンド、当初からの石造奴隷住居がある。国立公園局は入場無料で、ガイドツアーを用意している。

### タウソン・タウンセンター
タウソン・タウンセンターはボルチモア郡最大の屋内モールであり、4階建ての建物に店舗と駐車場が入り、通りを挟んだ他の店舗にも接続されている。バーンズ・アンド・ノーブルの店舗はジョッパ道路の下にあり、タウソン・サークルにも近い。近くにはタウソンのメインストリートであるアレゲイニー・アベニューもあり、様々な飲食店もある。

### タウソン・スクエア
新しい屋外型モールのタウソン・スクエアは2014年に完成し、10月にオープンとなった。

### ショップス・アット・ケニルワース
ショップス・アット・ケニルワースは元ケニルワース・パークとも、またケニルワース・バザールとも呼ばれていた。ケニルワース・ドライブにある小さな屋内型モールである。

### タウソン・プレース
タウソン・プレースは、ジョッパ道路、ガウチャー大通り、パティヒル・アベニューに近い大きなショッピング地域である。ユードウッド・サナトリウムがあった場所に建てられ、当初のユードウッド・プラザ・ショッピングセンターはモンゴメリー・ウォードがアンカーのオープンモールだった。1980年代に改修されて屋内型モールとなり、タウソン・マーケットプレースと改名され、さらに1998年には郊外型大型店や店舗、レストランの集まりとして再開発された。ここには、ウォルマート、ターゲット、マーシャルズ、スポーツオーソリティ、ベッド・バス・アンド・ビヨンドが入っている。隣にはカルバート・ホール・カレッジ高校がある。

### タウソン・センターとユニタス・スタジアム
タウソン大学のアリーナであるタウソン・センターとスタジアムであるユニタス・スタジアムはどちらも、タウソン・タイガース運動競技チームなどが競技会場にしており、その他のイベントも開催される。2013年春にオープンしたSECUアリーナはタウソン・タイガースの男女バスケットボール、女子体操、女子バレーボールが使っている。

## 教育

### 高等教育機関
タウソン大学はタウソンの南部にある公立大学である。学生数は2万人を超えておりメリーランド州大学システムの中では第2位の大きさである。州内では最大の実業学校もあり、学生数は2,500人である。1866年にメリーランド州師範学校として設立され、教師を育てた。中心街の北には小さな私立教養型大学のガウチャー大学がある。1885年にボルチモア女子カレッジとして設立された。

### 公立学校

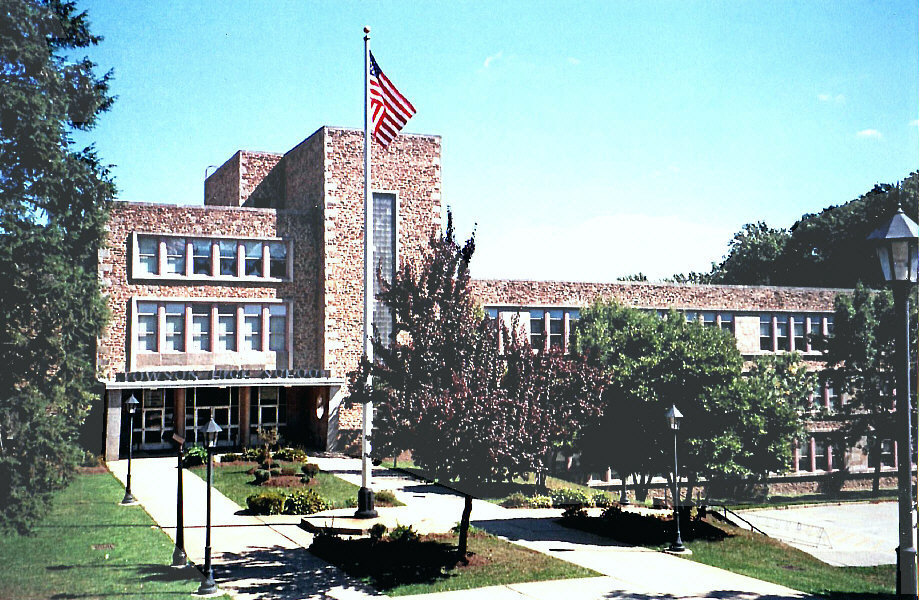
タウソン高校

タウソンの公共教育はボルチモア郡公共教育学区が管轄しており、ボルチモア郡教育委員会の本部も町内にある。タウソン高校が最初の中等教育学校であり、最大の高校である。ロックヘイブン高校は1972年の開校、カーバー芸術技術センターはマグネットスクールである。
町内の公立小学校は6校ある。クロムウェルバレー地域マグネットスクールはボルチモア郡全体から生徒を受け入れている。
特殊教育を行うリッジ・ラクストン学校は、郡内のレスターズタウン、オーウィングス・ミルズ、パークビル、コッキーズビル、ハントバレーを含む中部の生徒を受け入れている。この学校は「3歳から21歳まで、発達障害、知能障害、自閉症、多重障害と判断された者を教える」と説明している。

### 私立学校
タウソンには古くから定評のある私立学校が多い。カルバート・ホール・カレッジ高校、ロヨラ・ブリクフィールド、コンコーディア準備学校、ノートルダム準備が校など中等教育レベルのものが有名である。

## 著名な出身者
- スピロ・アグニュー（1918年–1996年）、第39代アメリカ合衆国副大統領（在任:1969年-1973年）
- ディヴァイン（1945年–1988年）、俳優、歌手、ドラァグクイーン
- F・スコット・フィッツジェラルド（1896年–1940年）、小説家
- ドロシー・ラムーア（1914年–1996年）、映画女優
- キミー・マイズナー（1989年- ）、フィギュアスケート選手、2006年世界フィギュアスケート選手権で優勝
- マイケル・フェルプス（1985年- ）、競泳選手、オリンピックと世界競泳選手権でメダル多数、各種メダルの獲得数で史上1位
- オール・タイム・ロウ、ポップ・パンクのバンド

## 医療施設
- グレーター・ボルチモア医療センター
- メリーランド大学セントジョセフ医療センター
- シェパード・プラット病院

## 大衆文化の中で
- 1990年代、NBCテレビのドラマ『となりのサインフェルド』の登場人物エレイン・ベネスはタウソンの出身だった
- ユービーアイソフトが制作したテレビゲーム『スプリンターセルシリーズ』の登場人物サム・フィッシャーは、タウソンで生まれ、タウンハウスに住んでいる。レイモンド・ベンソンによるノベライズ版に書かれている
- トム・クランシーの小説に登場するCIAの分析家ジャック・ライアンはタウソンの生まれである